# Superbird C2
Superbird C2, vor dem Start auch als Superbird 7 bekannt, ist der siebente Kommunikationssatellit der Space Communications Corporation, einem Unternehmen der japanischen SKY Perfect JSAT Group.
Superbird 7 wurde am 14. August 2008 zusammen mit dem Fernsehsatelliten AMC 21 mit einer Ariane-5 Rakete vom Weltraumbahnhof Centre Spatial Guyanais in Kourou ins All befördert. Er soll den elf Jahre alten Satelliten Superbird C ersetzen und wurde nach dem Start in Superbird C2 umbenannt. Der Satellit wurde von der Mitsubishi Electric Corporation auf Basis deren DS2000 Satellitenbus gebaut. Laut Betreiber ist er der erste gleichzeitig in Japan gebaute und von einer japanischen Gesellschaft betriebene Satellit. Er soll Breitbandinternet und HDTV für Endverbraucher in Japan, Ostasien und dem pazifischen Raum liefern.